# مرکز مطالعات سیاسی و بین‌المللی
مرکز مطالعات سیاسی و بین‌المللی در مهر ماه سال ۱۳۶۲، با هدف ارائه نظرات و دیدگاه‌های تحلیلی در جهت تدوین و تبیین سیاست خارجی جمهوری اسلامی ایران از طریق مطالعه، بررسی و تجزیه و تحلیل مسائل بین‌المللی پایه‌گذاری شد.
دفتر مطالعات را می‌توان نهاد اندیشکده (Think tank) مطالعاتی و تحقیقاتی جمهوری اسلامی ایران برشمرد. رویکرد اصلی این مؤسسه، تحقیق و پژوهش در خصوص موضوعاتی است که به نحوی با سیاست خارجی جمهوری اسلامی ایران ارتباط دارد. در این چارچوب پژوهش در زمینه‌های سیاسی، بین‌المللی، حقوقی و اقتصادی و موضوعات کلان و راهبردی جایگاه ویژه دارد. دفتر مطالعات سیاسی و بین‌المللی امروز یکی از موسسات معتبر منطقه‌ای و بین‌المللی محسوب می‌شود که با بسیاری از موسسات مطالعاتی بین‌المللی در زمینه برگزاری همایش و میزگرد، تبادل هیئت‌های علمی و انجام پروژه‌های تحقیقاتی همکاری گسترده دارد.

## اهداف
دفتر مطالعات سیاسی و بین‌المللی کمک به توسعه دانش روابط بین‌الملل و اعتلای ادبیات سیاست خارجی را از وظایف اصلی خود می‌شمارد، که این مقصود از طریق بسترسازی برای بحث و تبادل نظر، تشویق پژوهش و مطالعه، ارائه و نیز انتشار تحلیل‌ها و نظرات دربارهٔ سیاست خارجی عملی می‌گردد.
اهداف تعریف شده برای دفتر مطالعات سیاسی و بین‌المللی را می‌توان به قرار ذیل برشمرد:
1. پژوهش و مطالعه در زمینه سیاست خارجی؛
2. ترویج ادبیات مربوط به دانش روابط بین‌الملل؛
3. کمک به اجرای سیاست خارجی جمهوری اسلامی ایران.

## سازماندهی
دفتر مطالعات سیاسی و بین‌المللی مرتبط با وزارت امور خارجه است و بخش‌های مختلف آن به قرار ذیل می‌باشد:
الف) مدیر کل- مدیریت دفتر مطالعات سیاسی و بین‌المللی بر عهده مدیرکل است که به پیشنهاد معاون آموزش و پژوهش، از سوی وزیر امور خارجه، تعیین می‌گردد.
ب) معاون پژوهشی - کلیه فعالیت‌های پژوهشی و مطالعاتی و هماهنگی بین بخش‌های مختلف مطالعاتی از طریق معاونت پژوهشی صورت می‌پذیرد.
ج) معاون اجرایی- هماهنگی لازم در خصوص امور اجرایی، اداری، مالی و پشتیبانی از طریق معاون اجرایی دفتر صورت می‌پذیرد.
د) گروه‌های مطالعاتی- دفتر مطالعات سیاسی و بین‌المللی در راستای عملی نمودن اهداف خود دارای گروه‌های مختلف مطالعاتی می‌باشد. این گروه‌ها بدنه اصلی امور جاری دفتر را در تمامی ابعاد تشکیل می‌دهند. کادر علمی و تحقیقاتی این گروه‌ها متشکل از کارشناسان وزارت امور خارجه، سفرا و دیپلمات‌های ارشد، اساتید دانشگاه‌ها یا محققان و صاحبنظران امور سیاسی و بین‌المللی است. گروه‌های مذکور عبارتند از:
1. - گروه مطالعات آسیا و اقیانوسیه
2. - گروه مطالعات آسیای مرکزی و قفقاز
3. - گروه مطالعات آفریقا
4. - گروه مطالعات اروپا
5. - گروه مطالعات آمریکا
6. - گروه مطالعات انرژی و اقتصاد بین‌الملل
7. - گروه مطالعات خاورمیانه و خلیج فارس
8. - گروه مطالعات استراتژیک
9. - گروه ارتباطات و اطلاعات

## فعالیت‌ها
عمده‌ترین فعالیت‌های دفتر در راستای اهداف مورد اشاره را می‌توان به شرح ذیل برشمرد:

### میزگرد و نشست
میزگرد و نشست مشترک بین دفتر مطالعات و موسسات مطالعاتی دیگر کشورها که در آن موضوعات دو جانبه و چند جانبه مورد بحث و تبادل نظر قرار می‌گیرد از مهم‌ترین کارکردهای این دفتر در طی سال‌های اخیر است. در تقویم سالیانه دفتر همواره توجه به چنین نشست‌هایی شده‌است و این رویکرد از سوی موسسات مطالعاتی و تحقیقاتی مشابه خارجی مورد استقبال قرار گرفته‌است. سالانه به‌طور متوسط بیش از سی میزگرد مشترک دو جانبه از سوی دفتر مطالعات برگزار شده‌است.

### همایش بین‌المللی
دفتر مطالعات برگزاری همایش‌های بین‌المللی پیرامون موضوعات در دستور کار سیاست خارجی را مد نظر دارد. از سال‌ها قبل برگزاری سالانه دو همایش بین‌المللی خلیج فارس و آسیای مرکزی و قفقاز مورد پیگیری دفتر مطالعات بوده که تاکنون نوزده همایش بین‌المللی خلیج فارس و هفده همایش بین‌المللی آسیای مرکزی و قفقاز برگزار گردیده‌است.
دو همایش بین‌المللی مورد اشاره که به لحاظ اهمیت در تقویم کنفرانس‌های بین‌المللی جهان درج و مورد استقبال صاحبنظران سیاسی و بین‌المللی قرار گرفته‌است، هر سال به یک موضوع خاص در ارتباط با مسائل مناطق مذکور اختصاص می‌یابد.
از سوی دیگر در راستای تحولات منطقه‌ای و جهانی، همایش‌های بین‌المللی دیگر پیرامون موضوعات حساس نیز برگزار شده‌است. برگزاری همایش بین‌المللی جهان اسلام: چالش‌ها و فرصت‌ها (۱۳۸۲)، انرژی و امنیت در اقیانوس هند (۱۳۸۲)، تجدید ساختار سازمان ملل متحد (۱۳۸۳)، امنیت و انرژی: دیدگاه آسیایی (اسفند ۱۳۸۴) بررسی ابعاد تجاوزات رژیم صهیونیستی به لبنان (مرداد ۱۳۸۵)، بررسی هلوکاست (آذر ۱۳۸۵)، تحولات آمریکای لاتین (اسفند ۱۳۸۵) و فعالیت‌های صلح‌آمیز هسته‌ای ایران (اسفند ۱۳۸۶)، کنفرانس خلع سلاح و ان پی تی (فروردین ۱۳۸۹)، جشن جهانی نوروز (فروردین ۱۳۸۹)، بخشی از فعالیت‌های دفتر در زمینه برگزاری همایش‌های بین‌المللی است.

### پروژه‌های تحقیقاتی
تعریف و اجرای پروژه‌های تحقیقاتی در زمینه موضوعات سیاسی و بین‌المللی از دیگر وظایف و مسئولیت‌های این دفتر است. پروژه‌ها که توسط کارشناسان و صاحبنظران وزارت امور خارجه، اساتید دانشگاه و پژوهشگران انجام می‌گیرد، منطبق با سیاست‌های کاربردی وزارت امور خارجه و قابل استفاده و بهره‌برداری برای موسسات معتبر علمی و دانشگاهی کشور است.

### سخنرانی
از متداول‌ترین فعالیت‌های دفتر فراهم آوردن امکان استفاده از حضور شخصیت‌های علمی و سیاسی از طریق برنامه‌ریزی سخنرانی آن‌ها در ارتباط با موضوعات متنوع بین‌المللی است. برای چنین سخنرانی‌هایی از شخصیت‌های سیاسی و بین‌المللی داخلی و خارجی دعوت به عمل می‌آید. دفتر مطالعات همچنین از حضور میهمانان برجسته خارجی و دیپلمات‌های مقیم جهت ایراد سخنرانی در جلسات دفتر استفاده می‌نماید.

### همکاری‌های علمی و فعالیت‌های ترویجی
دفتر مطالعات در راستای فعالیت‌های خود با موسسات و مراکز معتبر داخلی و خارجی و دانشگاه‌ها همکاری مطالعاتی و علمی دارد. این همکاری‌ها در قالب اجرای مشترک طرح‌های تحقیقاتی، تبادل محقق، برگزاری مشترک میزگرد یا همایش، تبادل مجله و کتاب، برگزاری دوره‌های کوتاه مدت علمی - پژوهشی و شرکت در کنفرانس‌ها و میزگردها و مصاحبه‌های علمی صورت می‌پذیرد.

### شوراها و جلسات داخلی
دفتر مطالعات در چهارچوب سه شورا شامل: شورای کتاب، شورای پژوهشی و شورای راهبردی نیز فعالیت دارد. جلسات هفتگی اتاق فکر در خصوص مسائل مختلف سیاسی و بین‌المللی و جلسات هفتگی رؤسای گروه‌های مطالعاتی نیز از دیگر نشست‌های دائمی دفتر می‌باشند.

## انتشارات
دفتر مطالعات دستاوردهای علمی - تحلیلی خود را از طریق انتشار نشریه، بولتن، کتاب و گزارش در اختیار تصمیم سازان سیاست خارجی کشور و علاقه‌مندان به مباحث بین‌المللی قرار می‌دهد. مهم‌ترین انتشارات دفتر بشرح ذیل می‌باشند:

### فصلنامه علمی ـ ترویجی سیاست خارجی
انتشار این فصلنامه از سال ۱۳۶۵ با هدف پیشبرد ادبیات سیاست خارجی در کشور و نیز ایجاد فضایی مناسب برای عرضه نظریات اندیشمندان و صاحبنظران روابط بین‌الملل و رشته‌های وابسته به آن آغاز شده‌است. این فصلنامه دربرگیرنده مباحث پایه، سیاسی، روابط بین‌الملل، حقوق بین‌الملل، سازمان‌های بین‌المللی، فرهنگی، سیاسی و تاریخی است و جایگاه ویژه‌ای نزد پژوهشگران علوم سیاسی و بین‌المللی دارد.

### فصلنامه علمی ـ پژوهشی مطالعات آسیای مرکزی و قفقاز
انتشار این فصلنامه از سال ۱۳۷۱ و متعاقب فروپاشی شوروی و تشکیل کشورهای مستقل مشترک‌المنافع آغاز شد. هدف این نشریه افزایش سطح علمی و فنی دانش پژوهان نسبت به مسائل سیاسی، اقتصادی، فرهنگی، جامعه‌شناسی، قوم‌شناسی و زبان‌شناسی منطقه آسیای مرکزی و قفقاز است.

### فصلنامه ایرانی امور بین‌المللی (به زبان انگلیسی)
این فصلنامه، به زبان انگلیسی از سال ۱۳۶۷ منتشر می‌شود و هدف آن مطلع ساختن محققان خارجی از دستاوردهای تحقیقاتی کشور پیرامون موضوعات مختلف سیاست خارجی و روابط بین‌الملل است.

### مجله مطالعات آفریقا
با توجه به جایگاه و اهمیت قاره آفریقا در سیاست خارجی جمهوری اسلامی ایران، انتشار نشریه‌ای در این خصوص در سال ۱۳۷۳ از سوی دفتر مطالعات راه‌اندازی شد. این نشریه در برگیرنده مقالات و گزارش‌های گوناگون پیرامون تحولات این قاره و نیز دیدگاه‌های سیاسی و بین‌المللی محافل علمی و دیپلماتیک کشور در این خصوص است.

### مجله آمودریا (به زبان روسی)
ارائه اطلاعات و تحلیل‌ها در خصوص کشورهای منطقه آسیای مرکزی و قفقاز و کمک به ارتقای مباحث آکادمیک در این کشورها، از اهداف انتشار این مجله‌است. این نشریه به دو زبان انگلیسی و روسی منتشر و توزیع آن عمدتاً خارج از کشور به ویژه در کشورهای منطقه آسیای مرکزی و قفقاز است.

### ماهنامه رویدادها و تحلیل‌ها
این ماهنامه، داخلی و حاوی مقالات و گزارش‌هایی در زمینه تحلیل تحولات و مباحث روز، فعالیت‌های دفتر مطالعات و گزارش‌های انتخابی از ادارات مرکزی وزارت امور خارجه و نمایندگی‌های جمهوری اسلامی ایران در خارج از کشور می‌باشد. ماهنامه مذکور به صورت الکترونیکی نیز برای مشترکین ارسال می‌گردد. علاوه بر آن یک بولتن تحلیلی هفتگی نیز به صورت مجله الکترونیکی منتشر و در اختیار مشترکین قرار می‌گیرد.

### انتشار کتاب
تألیف و ترجمه کتاب در خصوص موضوعات گوناگون بین‌المللی یکی از سیاست‌های راهبردی دفتر در زمینه ترویج دانش سیاسی و دیپلماتیک می‌باشد. سالانه ده‌ها موضوع که همگی حاصل تحقیقات کارشناسان دفتر و دیگر محققان و اساتید دانشگاه‌ها است انتشار می‌یابد. به علاوه مجموعه مقالات همایش‌های بین‌المللی و میزگردهای برگزار شده از سوی دفتر نیز به صورت کتاب منتشر می‌شود. همچنین دفتر مطالعات از سال‌ها قبل مجموعه‌ای تحت عنوان مباحث کشورها و سازمانهای بین‌المللی را آغاز کرده که به «کتاب سبز» شهرت یافته‌اند. تاکنون بیش از یکصد و سی عنوان از این کتاب‌ها انتشار یافته‌است.

## طرف‌های خارجی
دفتر مطالعات با تعدادی از سازمان‌های مطالعاتی دنیا قرارداد همکاری دارد از جمله آنها:
1. مؤسسه پژوهش‌ها و تحلیل‌های دفاعی هند
2. بنیاد تحقیقاتی آبزرور
3. شورای امور جهانی هند

## فهرست مدیران
مدیرکل دفتر مطالعات سیاسی و بین‌المللی
…
- عباس ملکی: ۱۳۶۴ تا ۱۳۶۸

…
- سید علی قادری: ۱۳۷۰ (سرپرست)[۴]
- سهراب شهابی:[۵] ۱۳۷۱ تا ۱۳۷۴
- احمد حاج‌حسینی:[۶] ۱۳۷۴ تا ؟

…
- سید عباس عراقچی: بهمن ۱۳۷۷ تا آذر ۱۳۷۸
- سید محمدکاظم سجادپور: آذر ۱۳۷۸ تا تیر ۱۳۸۳[۷]
- مصطفی زهرانی: شهریور ۱۳۸۳ تا ۱۹ مهر ۱۳۸۵
- سید رسول موسوی: ۱۹ مهر ۱۳۸۵[۸] تا ۲۹ آذر ۱۳۸۸
- مصطفی دولت‌یار: ۲۹ آذر ۱۳۸۸[۹] تا ۲۹ آذر ۱۳۹۲
- مصطفی زهرانی: ۲۹ آذر ۱۳۹۲[۱۰] تا ۱ بهمن ۱۳۹۶

رئیس مرکز مطالعات سیاسی و بین‌المللی
- سید محمدکاظم سجادپور: ۱ بهمن ۱۳۹۶ تا ۱۰ مهر ۱۴۰۰
- محمدحسن شیخ‌الاسلامی: ۱۰ مهر ۱۴۰۰ تا ۶ بهمن ۱۴۰۳
- سعید خطیب‌زاده: ۶ بهمن ۱۴۰۳ تاکنون